# 騙人布
騙人布（ゴッドのウソップ）是日本漫畫家尾田榮一郎所創作的少年漫畫《航海王》中的虛構角色，是該作品的中的一位主要角色。是主角路飛的第3位夥伴，草帽海賊團狙擊手。雖然他個性悲觀懦弱，但他立志成為勇敢的海上戰士。

## 設計
- 角色設計參考伊索寓言的故事《狼來了》的牧童（謊報海賊來了）及《木偶奇遇記》的木偶匹诺曹（長鼻子）。
- 騙人布的日文名字，是由「伊索（イソップ）」與「說謊、胡扯、胡說（うそ）」兩個詞合併創造而命名的。

## 人物
騙人布是草帽海賊團第2位夥伴。初登場於西羅布村，原為村裡的孩子團「騙人布海賊團」船長，他是「紅髮海賊團」狙擊手耶穌布的兒子。
他的特徵為遺傳自母親的長鼻子，黑色捲髮以及略厚的嘴唇。由於他有著相當醒目的長鼻子，所以羅賓過去常以「長鼻子先生」稱呼他，連和之國武士錦衛門也將其冠以「大妖怪天狗」的綽號。初期頭戴狙擊防風鏡和淺啡色的頭巾且體態略顯消瘦，和夥伴分散的期間一度因為暴食導致體重暴增，後為了鍛鍊自己的實力而展開體能訓練，因而成功瘦身和練就結實的身材，同時亦將原本的頭巾換成漁夫帽和耳罩。
性格膽小且極端悲觀，一遇到危險就想逃跑或者是掰一些奇怪病名，譬如「登陸那座島就會死的病」等等，抵達新的地方容易感到不安感。從認識可雅以來經常捏造自己的「偉大事蹟」，可雅是一笑置之，而大部分的人都可以判斷其真實性，雖然魯夫與喬巴都相當相信他，喬巴也因此對騙人布非常崇拜，而魯夫在與騙人布對決期間曾稱自己能辨認出他的謊言。個性較為感性，水都篇和魯夫的爭執時曾因此一度失去理智。
平時經常釣魚，路飛、喬巴、跑得快、布魯克都曾加入，當糧食不足的時候就成為大家的希望，但有時魯夫會連魚餌也吃掉。隨身攜帶裝有各式小道具的包包，也備有所有的戰鬥用品，因為製作武器和道具上的需要，騙人布時常到超市去購買一些便宜的食材（例如雞蛋），被香吉士暗中吐嘈是「家庭主婦」。擅於發明和改良物品，幫助娜美發明了她的專屬武器「天候棒」，有時候還會幫佛朗基製作緊急設備，後期兩者也會合作改良娜美的天候棒。在佛朗基加入草帽海賊團前，都是由他負擔修補船隻的工作。相當有藝術天份，草帽海賊團的旗幟圖案就是他繪製的。和魯夫與喬巴同樣熱愛變形機器。
他是草帽海賊團裡敗北次數最多的，跟強敵戰鬥常會陷入苦戰而需要幫助，但是心中又充滿著對勇敢的海上戰士的憧憬和想像，而會盡力與敵人交戰，並且以自己的方式戰勝強敵。曾在空島看到前進梅利號的化身「船之精靈（Klabautermann）」。雖然平日性格膽小及自作聰明，但在緊急時刻就會變得非常有用，而且他非常關心團員（尤其是魯夫），在司法島篇中停下與海軍上校的戰鬥關注魯夫的戰鬥，由於路飛不敵CP9的成員羅布·路基，迫使他拿下用於掩飾身份的面具揚言自己要親自挑戰羅布·路基，進而激勵魯夫的信心（雖然口裡說並不是來看魯夫的）。
雖然他給人「弱」的印象，但是草帽海賊團本身卻被他直接或間接的幫助了許多次，例如在司法島篇拯救羅賓的過程中，因為有他精確的狙擊能力，才能夠將鑰匙迅速的送到羅賓身邊，以解開她手中的手銬；而在恐怖三桅帆船篇，海賊團內戰力最強的3人對於培羅娜的幽靈消極攻勢毫無辦法，唯獨因為他完全不受影響（騙人布當時曾表示「我本身就是一個悲觀消極的人」），而直接避免了整團敗北的命運，這些都是其他成員辦不到的事情。多雷斯羅薩篇領悟見聞色霸氣後，可以用肉眼觀察到人體散發出來的氣息，精確的偵測風向、風力大小、子彈偏移角度和移動方向，藉此進行遠距離攻擊。
喜歡的島嶼是夏天的秋島，作者尾田亦曾提到草帽海賊團如果是個大家族，騙人布就是家中的三男。小時候曾經誤食香菇導致食物中毒，所以從小就不喜歡香菇，第一次和香吉士見面就為了香菇的事吵架，雖然草帽團的三餐是由香吉士打理，但是娜美、騙人布和羅賓偶爾也會做一些家常菜，騙人布擅長的料理是炸魚薯條。騙人布在羅賓印象中的花種代表為雛菊。順便一提，騙人布常常被看成運氣背的「惡運男」，幾乎所有的不幸事件都發生在他身上，如在可可亞西村被正好在附近的魚人幹部抓到、在司法島事件中與索隆被手銬銬在一起並被當作刀子使用、多雷斯羅薩篇執行SOP作戰計劃時反被敵方幹部將特製辣椒扔進嘴裡，另有多次鼻樑受傷等。騙人布一天的睡眠時間為凌晨1點到早上8點。

## 能力

### 狙擊術
騙人布沒有惡魔果實能力，也沒有能夠硬碰硬的近身肉搏力量，然而使用彈弓的他擁有極為精準的長距離狙擊技術，能結合各種道具和自己的機智來戰勝對手。在空島篇時，他用橡皮筋和當地居民換取了空島的特產「貝」，進一步增加招式的變化度。經過波音列島的特訓，開始能夠活用特殊植物「POP GREEN」進行攻擊、設置陷阱、幫助同伴於特殊地點通行。
- 銀河小彈珠

騙人布自初期到水之七島篇期間所使用的輕便彈弓，能夠發射鋼珠、火藥、煙霧彈、辣椒彈、臭雞蛋、飛鏢等各式彈種。
- 「兜（Kabuto）」

和騙人布等高、導入空島「貝」改良的巨型彈弓，具有5根支柱，除了安定性和足够的攻击距离，还可藉由「风贝」在射击的瞬间发挥功效，让子弹旋转以射出各种路径不同的变化球路，只要变换不同的贝球就能够强化。在司法島篇時首度亮相，同時開發出新彈種「火鳥星」。
- 「黑兜（Kuro Kabuto）」

在第二部中登場的騙人布使用的武器，為「兜」的性能升級版，長度比起之前要短上許多，並新增了射出特殊植物「POP GREEN」進行攻擊的彈種「綠星」。
多雷斯羅薩事件中，騙人布要對唐吉訶德家族幹部砂糖發動長程狙擊時，將「黑兜」搭配吞食草再度改良為「成長黑兜」，長度再度變更成巨型彈弓的尺寸。

### 霸氣
第二部中騙人布要對唐吉訶德家族幹部砂糖發動長程狙擊時，突然間覺醒了見聞色霸氣，成為推翻多佛朗明哥的關鍵人物之一。

## 劇中表現

### 第一部
騙人布的父親是紅髮海賊團的狙擊手耶穌布，騙人布的狙擊天份就是遺傳自他，耶穌布原先在東海與妻兒過著優遊自在的生活，在騙人布兩歲時，大海賊「紅髮」傑克得知了耶穌布的名號，親自到東海邀請他成為海賊團的狙擊手，耶穌布為此離開故鄉和傑克一同出海，小時候的騙人布以父親為榮，但他的母親班吉娜卻因此生了一場重病，騙人布為使母親振作而天天高喊「海賊來了，爸爸回來了」，但最後依舊在等不到耶穌布歸來的情況下過世。失去母親的騙人布從此開始喜歡說謊，12歲在故鄉成立小孩子的海賊團「騙人布海賊團」。
他意外發現了黑貓海賊團的陰謀並與魯夫等人揭穿之，與黑貓海賊團的戰鬥結束後，「騙人布海賊團」解散，本想以勇敢海上戰士的身分獨自出海，但在蒙其·D·魯夫等人邀約下加入草帽海賊團。在加入草帽海賊團後，他發揮其狙擊才能和機智天性，多次用計讓對手掉入圈套並將其擊敗。在聽到娜美為實力不足所苦後，為她發明了武器「天候棒」。
阿拉巴斯坦篇與喬巴打敗巴洛克華克的Mr.4和Miss 聖誕節。在水之七島篇時由於身上的鉅款遭到佛朗基家族劫走，本想自行奪回卻反遭痛毆，對自己無法保護修繕前進梅莉號的錢深感懊悔，同時對魯夫聽從當地船匠建議打算要換船的決定感到憤怒，毅然退出草帽海賊團。在與魯夫賭上梅莉號的對決中，初期由於深知魯夫的戰鬥風格而占了上風、但之後仍不敵魯夫的橡膠果實能力而戰敗。接著在決定不和草帽一伙行動的期間，從香吉士口中得知羅賓犧牲自己被政府帶走的事情，由於和魯夫之間因為梅利號的緣故撕破臉且拉不下臉道歉的情況下，於是戴上面具、披上斗篷化名為「狙擊王」加入拯救羅賓的行列，並首次使用加入了「貝」製成的新武器巨型彈弓「兜」作戰，以其破壞司法島的世界政府旗幟，並在關鍵時刻從遠距離將能解開手銬的鑰匙投射到羅賓身旁。事件結束後，以「狙擊王」身份被懸賞了3,000萬貝里，並和魯夫道歉後回歸海賊團。
恐怖三桅帆船篇中與夥伴一起遇上「鬼魂公主」培羅娜，除了自己以外其他3人皆不敵其「悲觀鬼魂」的攻勢，他讓其他3人先逃走，獨自留下戰鬥，以騙術成功擊敗了培羅娜
在夏波帝諸島與夥伴分散的騙人布被送往波音列島，受到當地諸多食人植物侵襲，幸得當地勇士海格拉斯援助。在獲知魯夫的消息後決定為了增強實力而展開訓練，並且向海格拉斯請教有關波音列島上的特殊植物「POP GREEN」的攻擊性能。

### 第二部
兩年後，騙人布於多雷斯羅薩事件對抗唐吉訶德家族幹部砂糖，在過程中其見聞色霸氣覺醒，成為協助草帽海賊團和當地競賽選手及居民推翻唐吉訶德·多佛朗明哥的關鍵人物之一。而因為成功讓砂糖失去戰鬥力、解放了所有玩具奴隸的功績，讓曾經被變成玩具的人尊稱為「大神（God）騙人布」，並且被多佛朗明哥以5星級懸賞（相當5億貝里），更在事件結束後，以此名義及本名被懸賞2億貝里，比佛朗基還高，一度讓其不悅。
跟著夥伴抵達象島佐烏，得知純毛族、和之國的光月一族、歷史本文的關聯和四皇海道駐紮和之國的消息。索隆、騙人布、羅賓、佛朗基偕同托拉法爾加·羅與錦衛門等人前往和之國。按錦衛門的要求偽裝成賣蟾酥的商人「騙人巴」，負責工作是將畫有光月家暗號的紙張暗中交給左腳踝刻了月亮印記的武士。之後和夥伴們前往鬼島作戰，和布魯克協助為娜美解危，與娜美聯手解救被烏爾緹脅持的玉兒，逮住海道的部屬保皇，讓玉兒利用保皇的傳話功能向和之國聯軍傳播消息。後來發現重傷倒地的菊之丞與錦衛門，原本要將兩人帶離戰場，不料卻遭到百獸海賊團雜兵的阻撓，他也隨之與其戰鬥，就在這時以藏突然趕達，並接替他對抗百獸海賊團雜兵，讓他盡快帶著菊之丞與錦衛門給喬巴醫治。

## 備註
1. ↑  從此次起懸賞單明列他本人的名字和照片。
2. ↑  娜美最初在橘子鎮時只願意與魯夫短暫「合作」，在「惡龍海賊團事件」結束後她才正式入夥；所以如果按順序來排，騙人布算是第2位正式加入的夥伴
3. ↑  值得一提的是，很多騙人布的吹牛內容往往在之後的劇情都會莫名成真；像是過去他曾給可雅編故事時提到自己在鯨魚腹部裡探險、遭遇其糞便如島嶼大小的超大金魚、造訪小人族國家以及聲稱自己有上千名手下一事，真的分別在雙子海峽、小花園篇末尾和多雷斯羅薩篇實現了。
4. ↑  還有他的人格分裂-狙擊王。狙擊王強烈助攻了一下下。
5. ↑  因為騙人布本身的個性就相當消極悲觀，而這樣的個性造就了他比培羅娜更勝一籌的騙術本領。